# Plexippus taeniatus
Plexippus taeniatus là một loài nhện trong họ Salticidae.
Loài này thuộc chi Plexippus. Plexippus taeniatus được Carl Ludwig Koch miêu tả năm 1846.